# 5 cm FlaK 41

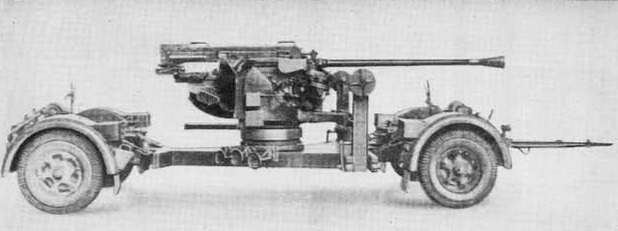
El Flugabwehrkanone 41 o FlaK 41.

El Flak 41 de 5 cm (Flugabwehrkanone 41) era un cañón antiaéreo alemán de 50 mm producido para defender la zona intermedia por encima del alcance de los cañones ligeros (37 mm), pero por debajo del techo de los piezas pesadas (75 mm y superiores). El arma resultó inadecuada y solamente se produjo en pequeñas cantidades.

## Desarrollo
El desarrollo del arma fue lento: comenzó en 1936, pero el contrato no se adjudicó a Rheinmetall-Borsig hasta 1940. El cañón se fabricó en dos modelos, uno montado en un remolque de dos ejes y el otro estacionario y utilizado para la defensa de importantes instalaciones industriales. Ninguno de los dos fue un éxito, y compartieron las mismas fallas. La velocidad de la travesía era demasiado lenta para los objetivos que se movían rápidamente y el arma no tenía suficiente potencia, a pesar de que el propulsor daba una explosión lo suficientemente potente como para deslumbrar al apuntador a plena luz del día. El cartucho relativamente pesado (sólo el obús pesaba 2,2 kg) era engorroso y pesado cuando se cargaba en clips de 5 municiones.
El arma era automática, operada a gas, y bloqueada por el bloque de recámara que se deslizaba hacia abajo, el cual enganchaba las guías de refuerzo en el bloque contra las guías de la camisa. El retroceso de la recámara operaba el mecanismo de alimentación. El tope estaba montado centralmente en la cuna, entre los dos muelles del recuperador.
En total, se produjeron 60 ejemplares del Flak 41 de 5 cm, a partir de 1941, de los cuales sólo 24 seguían en uso en 1945.
Más tarde, los alemanes intentaron crear un cañón antiaéreo medio centrado en armas de 55 mm (Gerät 58) y el Gerät 241 de 5 cm Pak 38 derivado del Gerät.